# Viborgs domkyrka
Viborgs domkyrka är den förnämsta byggnaden i Viborg i Danmark. Den kallas även Vor Frue Kirke och uppfördes under 1000-talet. Under det följande århundradet byggdes den om och blev därefter flera gånger tillbyggd med kapell. Kyrkan liknar Lunds domkyrka.
Illa åtgången genom eldsvådor 1567 och 1726, blev den föga omsorgsfullt restaurerad och såg tämligen förfallen ut. Därför beslöts 1862 att kyrkan fullständigt skulle återställas till den ursprungliga romanska basilikestilen. En stilrestauration utfördes 1864–1876, som dock inte tog någon större hänsyn till kyrkans ursprungliga utseende. Kyrkan utformades i en mer romantiserad version, något som var vanligt under 1800-talet. Den gamla kryptan under koret är ursprunglig, och från 1100-talet.
Kyrkan är byggd i formen av en korskyrka med huvudskepp, två sidoskepp och ett runt kor. I väster finns två torn som 42 meter höga och över koret finns två lägre. Över korsmitten reser sig dessutom en spira. Den yttre längden är omkring 70 meter; bredden är i skeppet nära 23 meter och i korset omkring 31 meter samt höjden till takryggen 22 meter. Materialet kyrkan är byggd i är granit och tegel.
Det flata taket i kyrkans inre pryds av bibliska tavlor i medeltidsstil. Målaren Joakim Skovgaard och andra prydde 1901–1919 kyrkan med präktiga freskomålningar, vilka framställer hela den bibliska historien från Adam och Eva till Kristi himmelsfärd. I kyrkan är konungen Erik Klipping begravd.

## Galleri

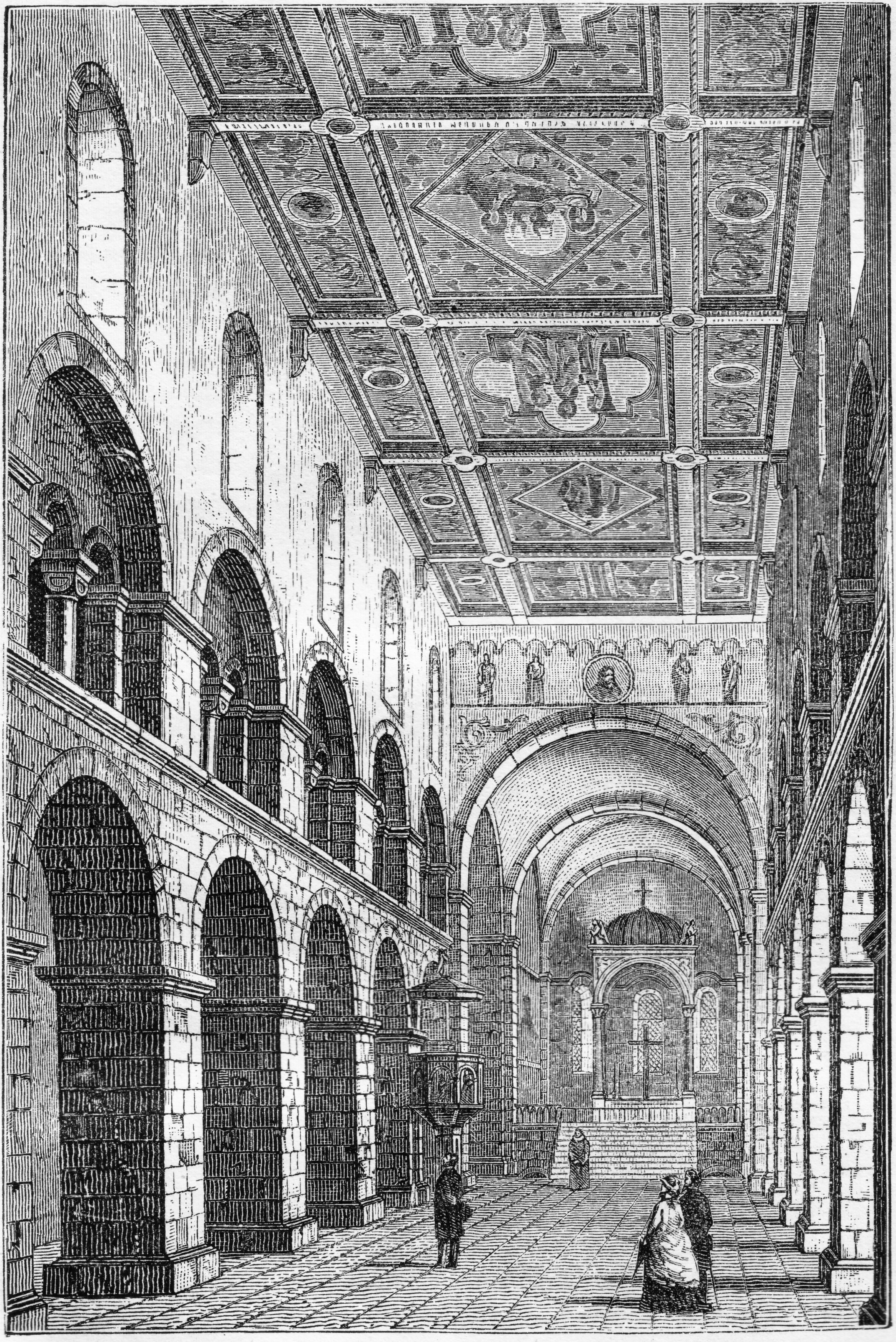
Interiör. Målningarna av Frederik Christian Lund ersattes senare av ett tak med målningar av Joakim Skovgaard
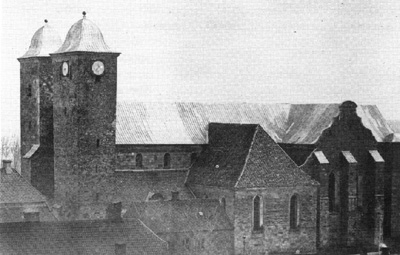
Viborgs domkyrka före ombyggnaden 1863
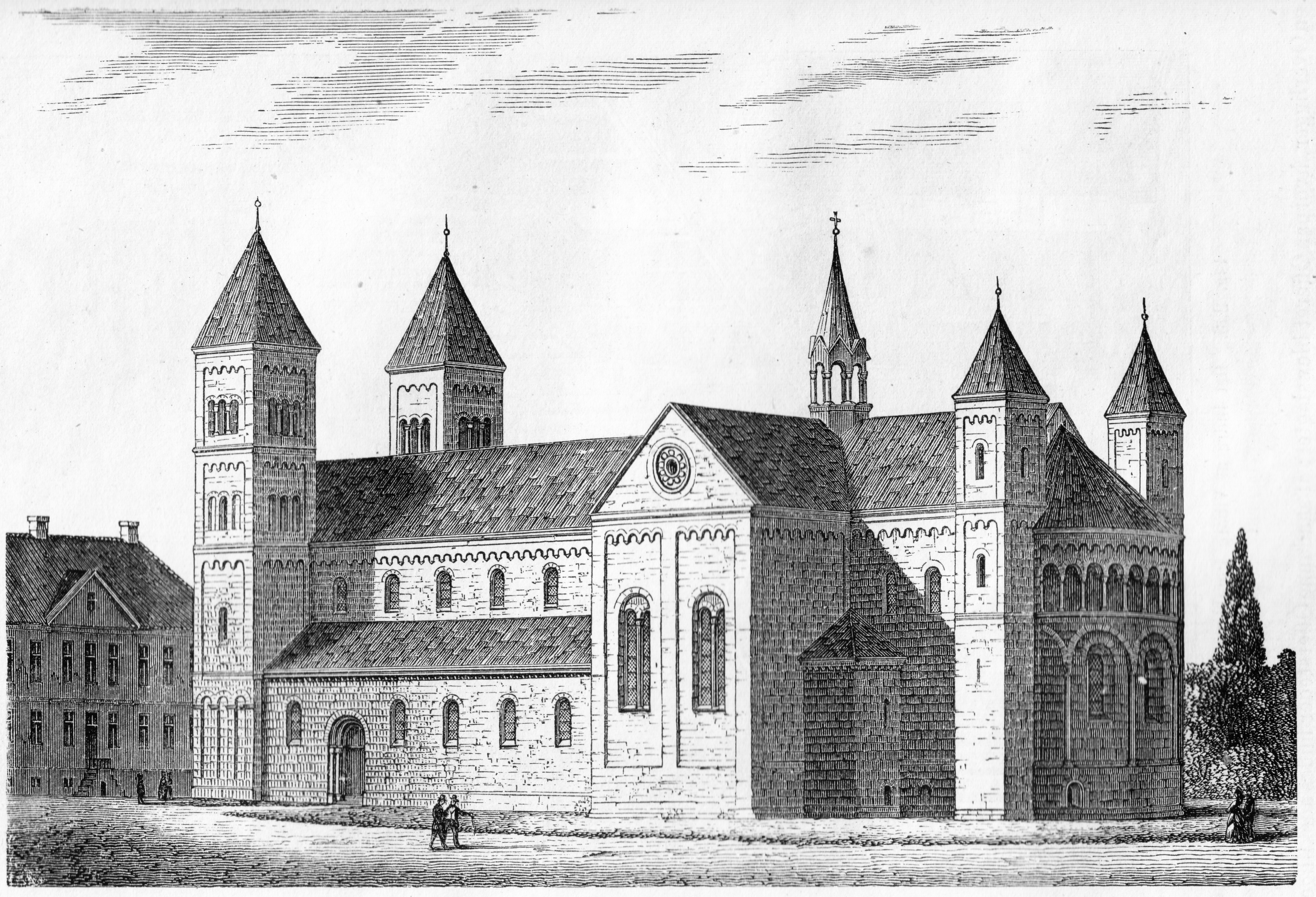
Domkyrkan från söder. Absiden (det runda koret) och de fyra hörntornen är typiska för romansk stil
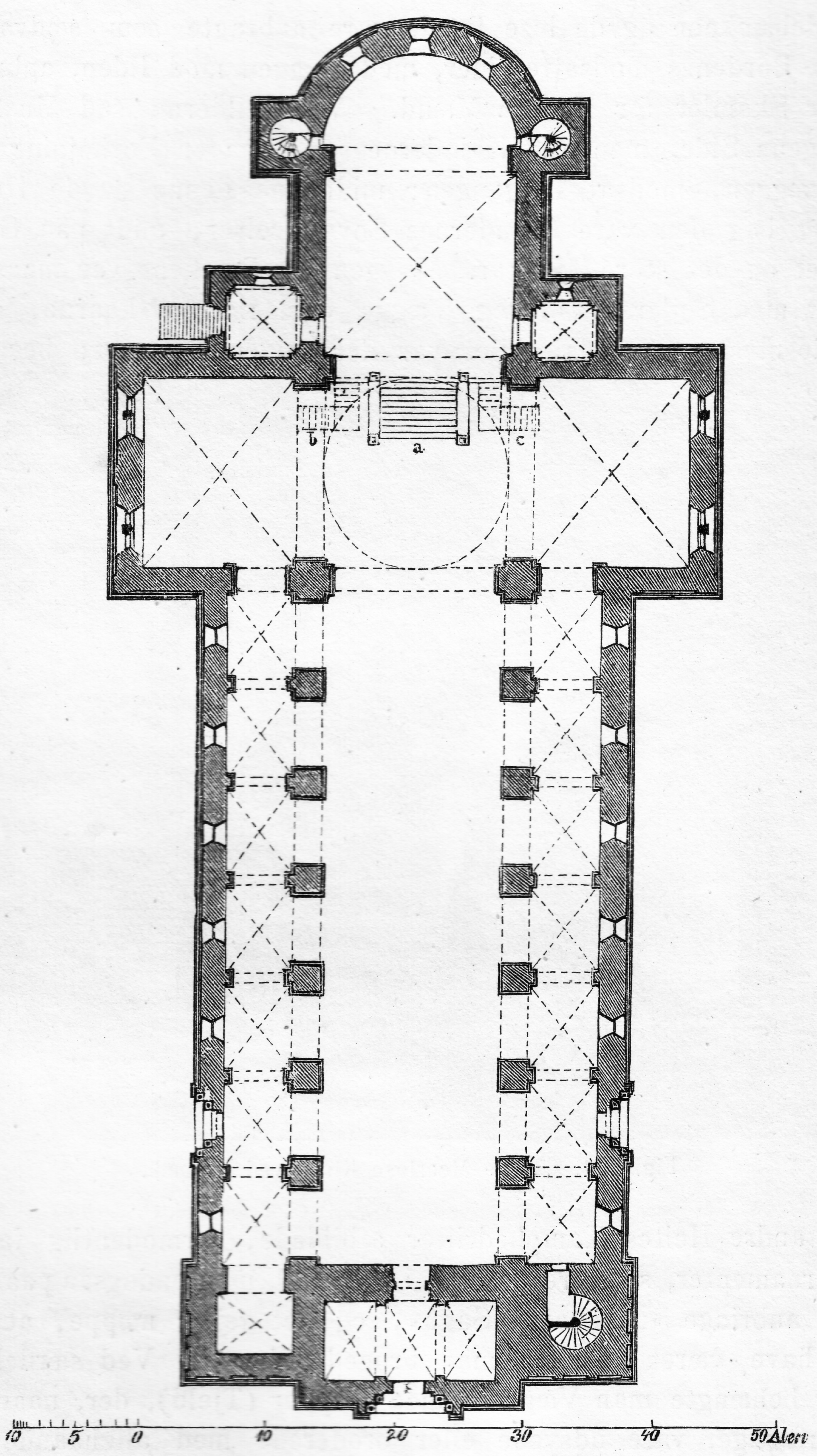
Kyrkans plan, typisk för romansk stil, med absid, trappa framför koret och en krypta därunder. Typiskt är också att tvärskeppet ligger framme vid koret (att tvärslån ligger högt).
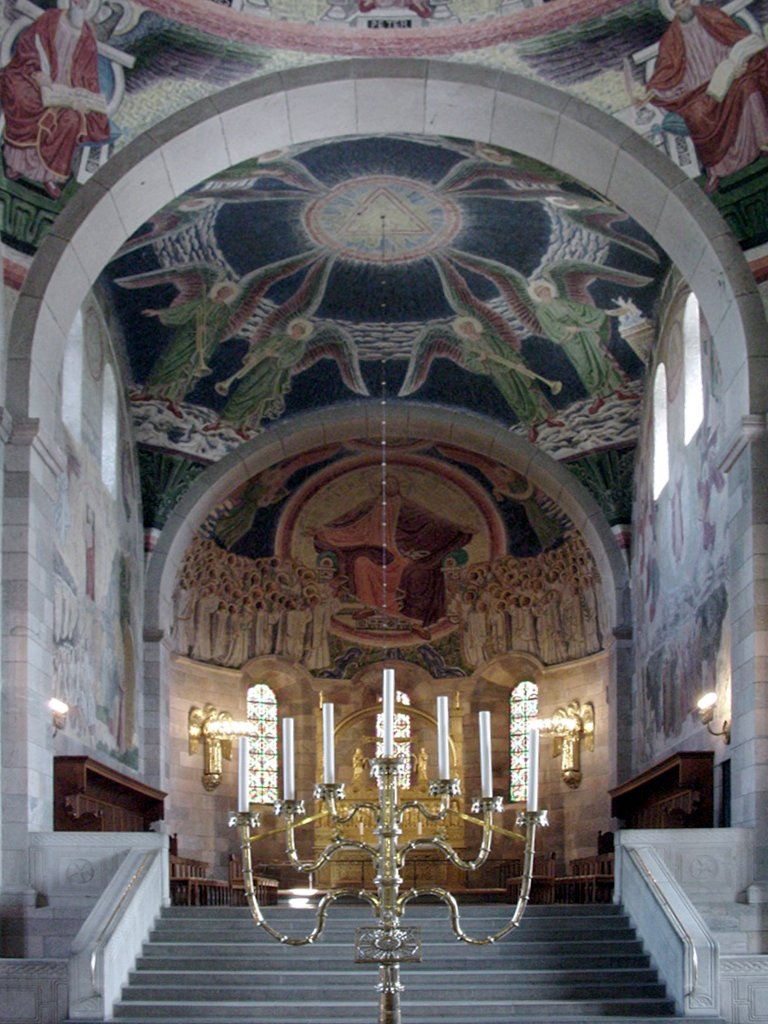
Koret